# Supercopa Francesa de Voleibol Masculino de 2021
A Supercopa Francesa de Voleibol Masculino de 2021 foi a 10ª edição deste torneio organizado pela Federação Francesa de Voleibol. Ocorreu na cidade de Chaumont e participaram do torneio a equipe campeã e vice-campeã do Campeonato Francês de 2020-21. O Chaumont Volley-Ball 52 conquistou seu segundo título consecutivo do campeonato.

## Regulamento
O torneio foi disputado em partida única.

## Equipes participantes
| Equipe                  | Cidade   | Qualificação                               | Última participação |
| ----------------------- | -------- | ------------------------------------------ | ------------------- |
| AS Cannes               | Cannes   | Campeão do Campeonato Francês 2020-21      | 2017                |
| Chaumont Volley-Ball 52 | Chaumont | Vice-campeão do Campeonato Francês 2020-21 | 2005                |

## Resultado
| Data  | Hora  |           | Placar |                         | Set 1 | Set 2 | Set 3 | Set 4 | Set 5 | Total | Relatório |
| ----- | ----- | --------- | ------ | ----------------------- | ----- | ----- | ----- | ----- | ----- | ----- | --------- |
| 2 out | 20:30 | AS Cannes | 0–3    | Chaumont Volley-Ball 52 | 20–25 | 25–27 | 28–30 |       |       | 73–82 | Relatório |

## Premiação
| Supercopa da França de 2021                 |
| ------------------------------------------- |
| Chaumont Volley-Ball 52 Campeão (2° título) |